# Dongapur, Bhalki
Dongapur là một làng thuộc tehsil Bhalki, huyện Bidar, bang Karnataka, Ấn Độ.